# Aperture
Aperture är ett professionellt datorprogram för hantering och redigering av digitala fotografier. Programmet tillverkades av Apple Inc och fungerade tillsammans med Mac OS till och med Mojave. Programmets namn kommer ifrån det engelska ordet för bländare. Den första versionen introducerades i oktober 2005 och den sista versionen (3.6) släpptes i oktober 2014.
I juni 2014 meddelade Apple att Aperture inte längre skulle utvecklas utan ersättas av Bilder. Från och med macOS Catalina är Aperture inte längre kompatibelt med macOS.

## Funktioner
- Stöd för råformat (RAW).
- Icke-förstörande bildredigering, dvs. originalbilden rörs inte vid redigering utan programmet kan jobba på en kopia.
- Stöd för PSD-formatet som främst används av Adobe Photoshop.
- Stöd för att arbeta på två bildskärmar samtidigt.

## Användning
Aperture är menat som ett verktyg till professionella fotografer som tillåter dem att ordna och redigera sina bilder. Aperture fungerar integrerat med Iphoto och tvärtom. Apertures bildbibliotek visas i mediabläddraren i Mac OS.

## Versionshistorik
| Version | Släppdatum     | Ändringar |
| ------- | -------------- | --- |
| 1.0     | november 2005  | Första versionen. |
| 1.0.1   | december 2005  | Buggfixar angående 8-bitsbilder och EXIF-export samt förbättrad sökning efter nyckelord. |
| 1.1     | april 2006     | Stöd för Intel-Macar, förbättrad kvalitet på RAW-bilder, automatisk brusreducering, ny färgmätare, förbättrade exporteringsinställningar samt stabilitets- och prestandafixar.                                                                                    |
| 1.1.1   | maj 2006       | Diverse stabilitets- och prestandafixar samt förbättrad färghantering. |
| 1.1.2   | juni 2006      | Diverse stabilitets- och prestandafixar. |
| 1.5     | september 2006 | Flexibel bibliotekshantering (originalbilder måste inte längre ligga i biblioteket), integration med Ilife och Iwork, automatisk export av metadata, kantskärpa och synkronisering med Ipod. Dessutom stöd för samtliga Intel-Macar som har minst 1 gigabyte RAM. |
| 1.5.1   | november 2006  | Diverse stabilitets- och prestandafixar. Förbättrad sökning efter nyckelord, bättre förhandsvisning samt förbättrad import av Iphoto-bibliotek. |
| 1.5.2   | december 2006  | Diverse stabilitets- och prestandafixar. Bättre utskriftsmöjligheter, fler exportmöjligheter, nya vattenstämplar med mera. |
| 1.5.3   | april 2007     | Diverse stabilitets- och prestandafixar. Bättre förhandsvisning, förbättrat fullskärmsläge, bättre återställningsmöjligheter. |
| 2.0     | Februari 2008  | Omarbetat gränssnitt, tätare integration med andra applikationer, bättre RAW-stöd med mera. |
| 2.1     | Mars 2008      | Plug-in möjligheter även för fotografimanipulering. Uppdatering av Mac OS X för stöd av bl.a. Nikon D3/D300. |
| 3.0     | Februari 2010  | Stöd för ansikten och platser, mer avancerad fotografimanipulering. |
| 3.5     | Oktober 2013   | Lägger till stöd för Icloud Photo Sharing, använder nu Apple Maps, Flickr och SmugMug förbättringar, stöd för iOS 7 fotofilter och ett antal stabilitets och buggfixar.                                                                                           |
| 3.5.1   | November 2013  | Bugg, stabilitets och vitbalans förbättringar m.m. |
| 3.6     | Oktober 2014   | Stabilitetsförbättringar och kompatibilitet med Mac OS X Yosemite. |